# I due gentiluomini di Verona
I due gentiluomini di Verona (The Two Gentlemen of Verona) è una commedia di William Shakespeare, tra le prime scritte dal Bardo.
Considerata dalla maggior parte dei critici come secondaria, è raramente rappresentata oggi. La scena culminante è considerata spesso come quella del servitore Launce e del suo cane Crab.

## Trama
I due gentiluomini del titolo sono Valentino e Proteo. Valentino lascia Verona per recarsi a Milano (il contesto spesso non è chiaro), dove scopre ben presto di essersi innamorato di Silvia, una dama aristocratica che non è per nulla contraria ai suoi favori. Proteo più tardi visita Valentino, lasciando la sua fidanzata, Giulia, a Verona, e anche lui si innamora di Silvia.
Il classico triangolo amoroso si complica quando Giulia, travestita da uomo, giunge inaspettatamente. La commedia si conclude con un teso confronto in una foresta, dove Proteo cerca di abusare di Silvia. Valentino la salva, ma poi la 'concede' a Proteo in nome della loro amicizia. Proteo rifiuta e torna da Giulia, da cui il lieto fine, almeno in apparenza.
Nella trama comica secondaria, anche il servo trova l'amore, in una ragazza di umili origini della quale, come espone in un comico panegirico, "i difetti superano di numero i capelli".

## Origini

### Fonti
La fonte prima della commedia è la storia di Felix e Felismena in Diana, una raccolta di novelle dello scrittore portoghese Jorge de Montemayor. Shakespeare potrebbe averne letto una traduzione, ma una commedia (ora perduta) basata sulla novella si sa esser stata rappresentata in Inghilterra nel 1585, e così Two Gents può essere semplicemente un adattamento di questa commedia.

### Composizione e stampa
La data di composizione è incerta, anche se si ritiene comunemente che questo sia uno dei primi lavori di Shakespeare. Dovrebbe essere stata scritta intorno al 1590, anche se la prima prova della sua esistenza si trova nella lista di opere teatrali di Francis Meres, pubblicata nel 1598. Non fu stampata fino al 1623 quando apparve nella prima edizione delle opere di Shakespeare.

## Commento
Il tema principale della commedia è il rapporto tra amicizia e amore: la questione è quanto la relazione tra due amici sia più importante di quella tra due amanti. Proteo è in continua rincorsa e competizione con l'amico, vorrebbe assomigliargli in ogni cosa e soffre nel separarsi da lui. Persino il suo innamoramento per Giulia ha il carattere dell'emulazione e del confronto. Senz'altro Valentino è per Proteo il legame più caro, così come lo è Proteo per Valentino.
Questo tema è frequente nella letteratura del Rinascimento, tanto che la cultura del tempo celebrava l'amicizia come il più importante dei legami, per la sua purezza e incontaminazione dall'attrazione sessuale. Questo spiega in parte la scena in cui Valentino curiosamente cede Silvia a Proteo, senza nemmeno chiederle opinione.
Vi sono poi altre interpretazioni interessanti, come quella che rinvia al tema dell'omosessualità in Shakespeare, per alcuni evidente in questo e altri testi, e marcatamente nei suoi Sonetti. In questa chiave, l'amicizia adolescenziale di Valentino e Proteo assume un significato diverso, perdendo la sua castità ma aggiungendo spessore ai loro dialoghi, altrimenti inspiegabilmente infantili.

In quest'ottica il tradimento compiuto da Proteo non sarebbe una vittoria dell'innamoramento sull'amicizia, bensì una reazione allo scoprire Valentino perdutamente invaghito di Silvia, tanto da trascurare l'amico.